# Japanska kinematografija
Japanska kinematografija predstavlja ukupnost filmskog nasljeđa, tradicije, filmske industrije i proizvodnje u Japanu. Prema broju godišnje izdanih filmova ubraja se među pet najvećih na svijetu, kao i među najstarije pošto se prva komercijalno filmsko prikazivanje (projekcija) u Japanu odvilo godinu i pol nakon prvoga filma braće Lumiere.
Najboljim japanskim filmom smatra se Tokijska priča, koji se prema britanskom filmskom časopisu Sight and Sound ubraja u deset najvećih filmova svih vremena. Među japanskim klasicima koji su postigli međunarodni uspjeh ističu se Rašomon kultnog redatelja Akira Kurosawe, koji je označio je početak "zlatnog doba" japanskog filma 1950-ih i upoznavanje zapada s japanskom kinematoigrafijom, Godzilla, film o čudovištu koje je izraslo u međunarodnu ikonu Japana i ikonu popularne kulture kao pandan King Kongu te Kurosawini klasik Sedam samuraja koji je bio nadahnuće za hvaljeni vestern Sedmorica veličanstvenih.
Japan je s četiri osvojena Oscara za najbolji strani film najuspješnija azijska država.
U japanskoj filmskoj proizvodnji prevladavaju domaći žanrovi koji se umnogome razlikuju od europskih ili američkih pandana. Posebna podvrsta japanske animacije (anime) s prepoznatljivim načinom crtanja i proizvodnje postigla je veliki međunarodni uspjeh i postala istoznačnicom za japansku filmsku proizvodnju.
Nakon kriznog razdoblja zbog japanske gospodarske krize 1990-ih, zahvaljujući novom valu japanskih horora i velikoj međunarodnoj proizvodnji anima zapad je ponovno "otkrio" Japan, koji je na domaćem tržištu i dalje okrenut niskobudžetnim filmovima uz pokoju međunarodnu uspješnicu velikih filmskih studija, poput višestruko nagrađivanih Odlazaka (Oscar za najbolji strani film 2009.) i Obiteljskog posla (Zlatna palma 2018.)

## Vanjske poveznice
- Kronologija japanskog filma prema Joaquin da Silva